# Dwesasilvasedis medinae
Dwesasilvasedis medinae är en skalbaggsart som beskrevs av Deschodt och Clarke H. Scholtz 2008. Dwesasilvasedis medinae ingår i släktet Dwesasilvasedis och familjen bladhorningar. Inga underarter finns listade i Catalogue of Life.